# Bond Bug
Bond Bug — небольшой британский двухместный трёхколёсный спортивный автомобиль, выпускавшийся с 1970 по 1974 годы. Особенностью автомобиля является наличие, вместо обычных дверей, верхнеподвесной двери. После покупки Sharp’s Commercials производителем Reliant’ом, Томом Кареном из дизайн-компании Ogle Design был придуман новый дизайн для автомобиля Bond. У Bond Bug появились новое шасси и некоторые элементы ходовой части от Reliant Regal. Двигатель Reliant, расположенный спереди, имеет объём 700 см³ (позже увеличенный до 750 см³). Мощность двигателя 29 л. с. (22 кВт). На некоторых двигателях была переработана головка цилиндра, степень сжатия увеличена с 7.35:1 до 8.4:1. Это дало увеличение мощности до 31 л. с. (23 кВт), а также улучшило крутящий момент.
В комплектацию Bond Bug также входили два брызговика, пепельница, прочный передний бампер и запасное колесо. Bond Bug окрашивали в основном в ярко-оранжевый мандариновый цвет, хотя шесть белых Bond Bug были произведены для рекламы табачного производителя Rothmans. На основе Bond Bug изготавливали игрушечные модели в Corgi Toys. Несмотря на малый диапазон производственного цикла (1970—1974), он имеет преданных поклонников и сегодня.
В отличие от также трёхколёсных, но относительно медленных Reliant, Bond Bug способен достигать скорости около 78 миль/ч (126 км/ч), сопоставимой с Mini (72 миль/ч). При этом Bond Bug был не дешевле более практичных автомобилей. Он стоил 629 фунтов стерлингов, в то время как базовый 850-кубовый Mini, четырёхместный автомобиль с гораздо более быстрым прохождением поворотов, стоил 620 фунтов стерлингов.

## В массовой культуре
Автомобиль Bond Bug появляется в качестве пародии на автомобиль Бонда в эпизоде видеоклипа Робби Уильямса на песню «Millennium».

## Галерея

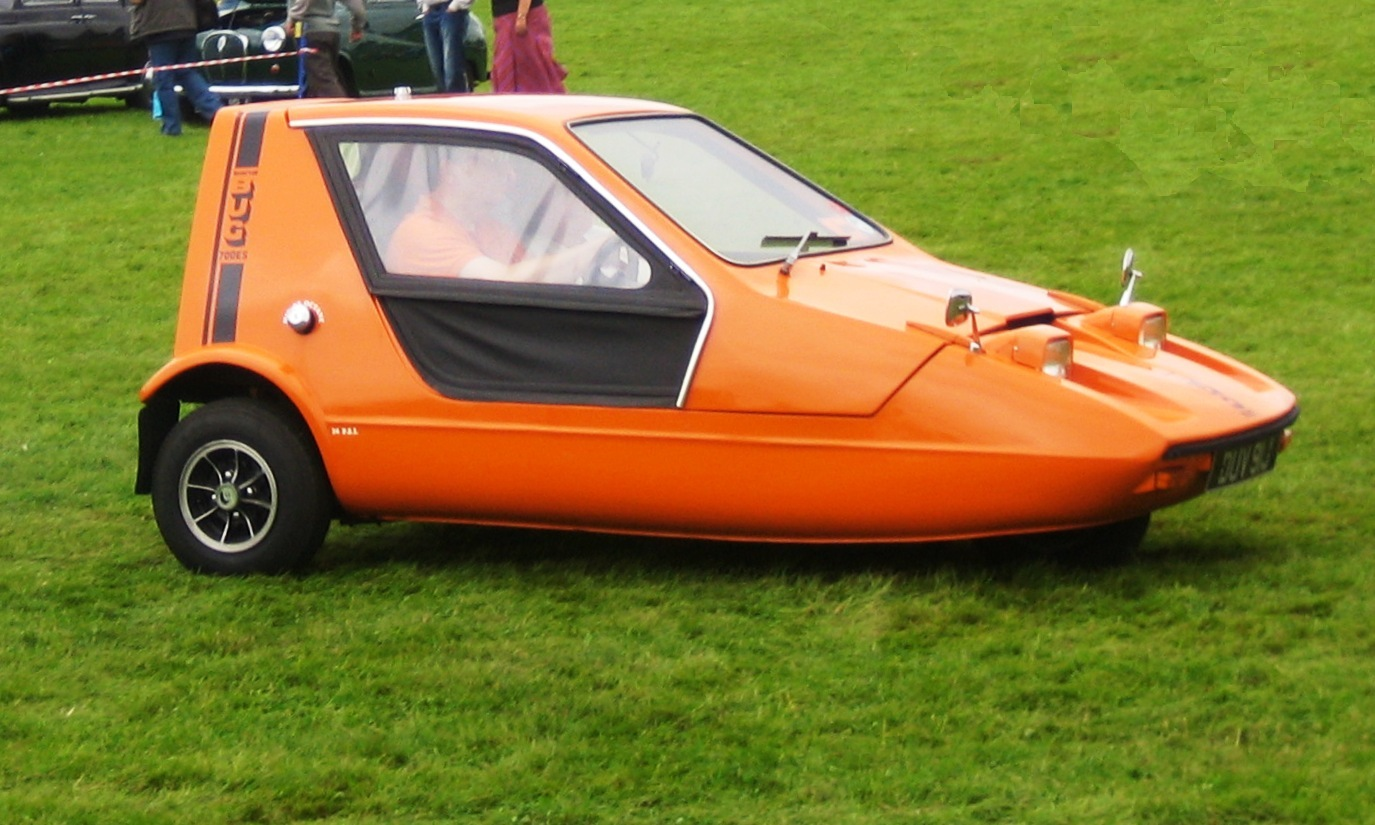
Вид сбоку на Bond Bug
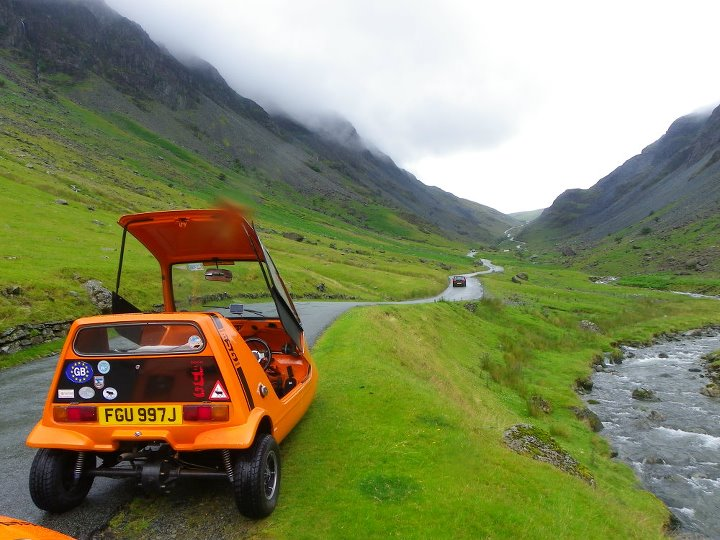
Bond Bug на перевале Хонистер Пасс
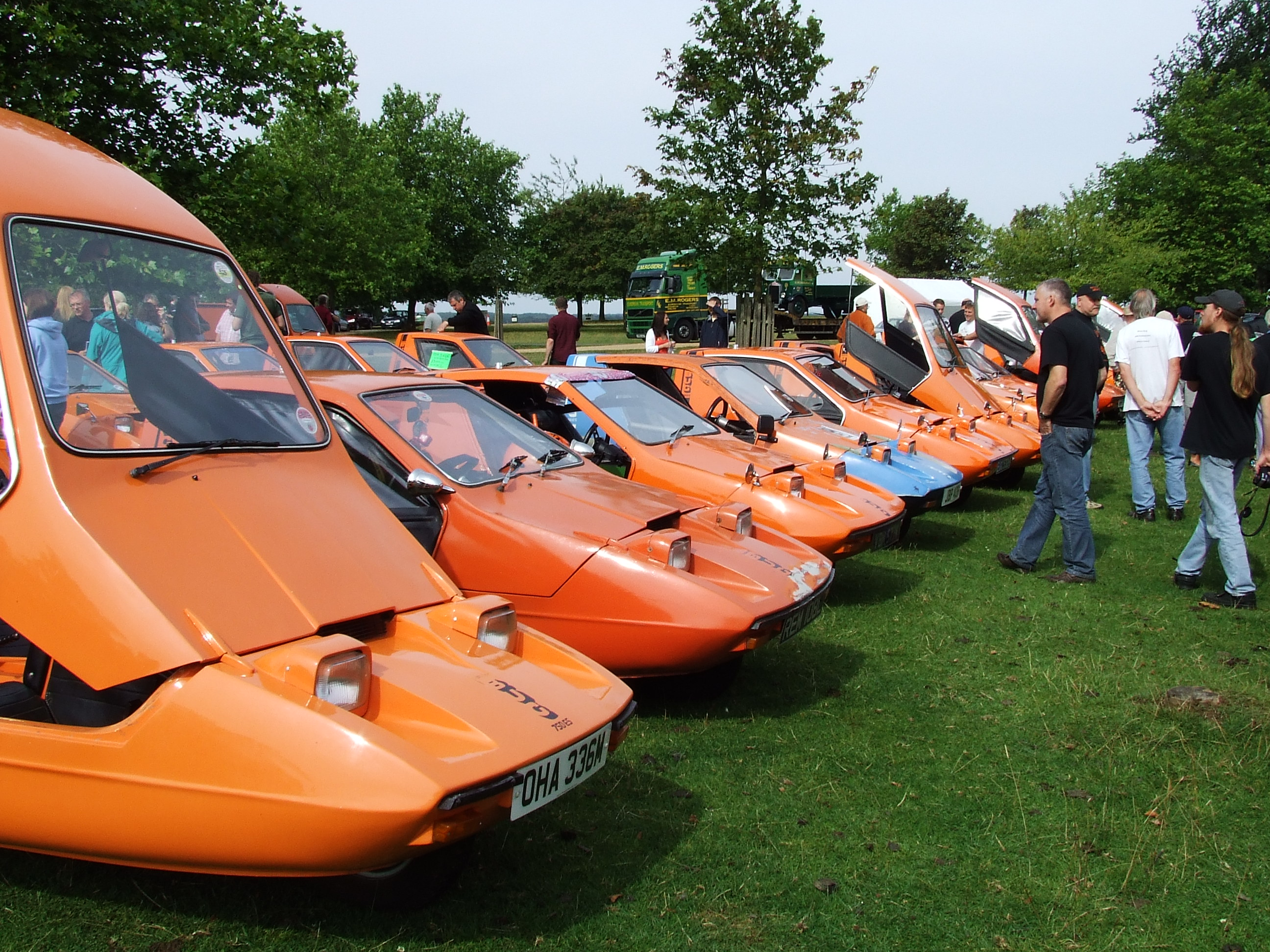
Bond Bug у Уобёрн-Эбби, 2010
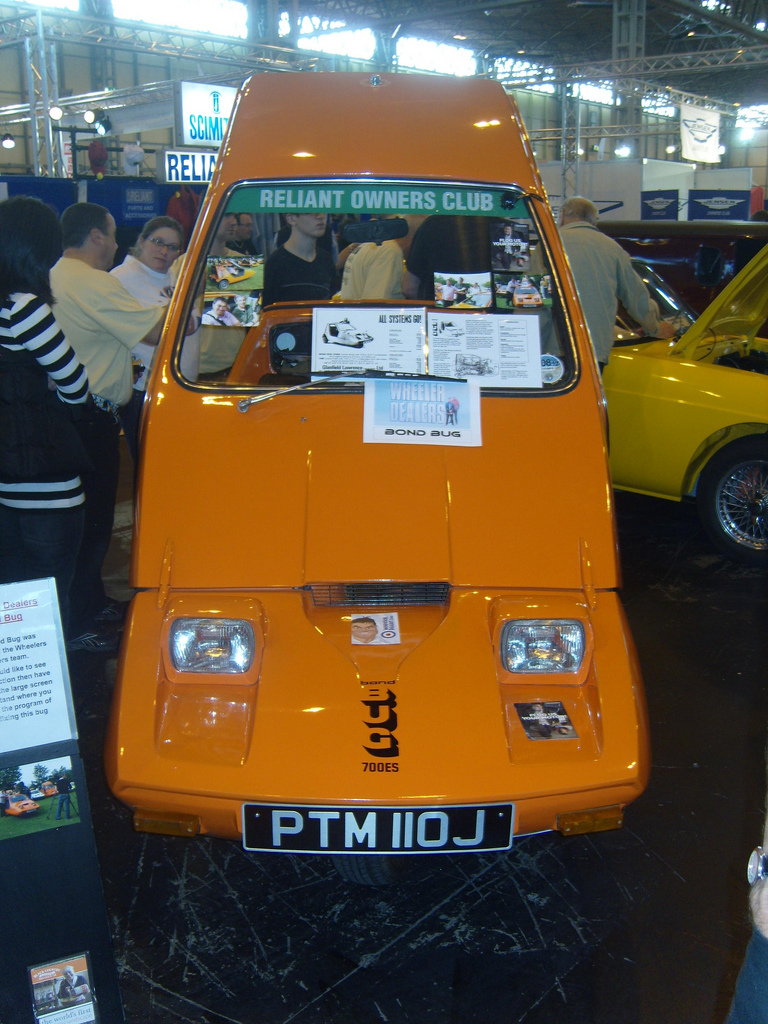
Bond Bug на выставке Reliant в Бирмингеме, 2011